# Sophta excisa
Sophta excisa là một loài bướm đêm trong họ Noctuidae.